# أحمد نامي
أحمد نامي (1873 - 1963) هو ثاني رئيس للدولة السورية وحاكم رئيس لسوريا منذ زوال العثمانيين بين 2 مايو 1926 و15 فبراير 1928، وقد ألّف خلال هذه المدة ثلاث حكومات، عبر خلالها عن مطالب وطنية فطالب بوحدة البلاد السورية وسن دستور لها وإصدار عفو عام عن جميع المتورطين في أعمال عنف خلال الثورة السورية الكبرى، غير أن النزر اليسير من هذه الوعود قد تحقق فعلاً.
لقب أحمد نامي «بالداماد» أي الصهر لأنه تزوج من الأميرة عائشة سلطان ابنة السلطان عبد الحميد الثاني فغدا بذلك صهره؛ وقد درس الداماد في فرنسا وعمل في أزمير، وأقام بعد سقوط الدولة العثمانية في بيروت ومنها تم تكليفه رئاسة الدولة، علمًا أنه كان صديقًا للمفوض الفرنسي هنري دي جوفنيل الذي كلفه الرئاسة.
اشتهر بكونه ماسونيًا ورئيسًا للمحافل الماسونية في سوريا ولبنان،(حاشية) المدعومة من محفل الشرق الأعظم الفرنسي والمحفل المصري ورأسه منذ عام 1923 حتى 1930، وإلى جانب نشاطه الماسوني أسس الداماد حزبًا سياسيًا أسماه «الحزب الإسلامي الديموقراطي».

## النشأة
تحدر أحمد نامي من عائلة سورية وسلالة شركسية ترجع إلى قبيلة الشابسوغ القفقاسية التي استقرت في سوريا أواخر القرن الثامن عشر، وقد شغل والده فخري بك منصب رئيس بلدية بيروت فكان من رؤسائها البارزين، وعرف عنه الأعمال المعمارية كفتح الطرق وتشييد الأبنية وإنشاء الحدائق ومنها الحديقة الحميدية وساحة البرج وخان فخري بك. وقد ولد الداماد في بيروت عام 1873 وتلقى تعليمه على يد أساتذة خصوصيين ثم أوفده والده إلى اسطنبول حيث انخرط في الكلية الحربية ودخل سك ضباط الأركان زمنًا يسيرًا، ثم هجره مفضلاً العمل الإداري، فتوظف في مكتب إدارة الديون العثمانية، ثم عين أمين سر ولاية بيروت وأخيرًا أمينًا عامًا لولاية أزمير خلال تواجد صديقه كامل باشا في الصدارة العظمى. والذي عن طريقه أيضًا تزوج بعائشة سلطان ابنة السلطان عبد الحميد الثاني فلقب على إثر زواجه «بالداماد» أي الصهر، ولدى اندلاع الحرب العالمية الأولى انتقل إلى خارج الدولة وأقام في سويسرا وبعد نهاية الحرب، انتقل إلى فرنسا وأقام في باريس حيث نسج علاقة حميدة مع ساستها، واستقرّ عدد من أولاده فيها بشكل دائم، ومحاباته لسياسات فرنسا في المنطقة كانت الركن الأساس في تعيينه رئيسًا للدولة السورية.

## رئاسته

### قبل تكليفه الرئاسة
في ديسمبر 1925 وصل إلى بيروت المفوّض السامي الفرنسي الجديد دي جوفنيل، ولم تكن علاقته جيدة منذ البداية مع رئيس الدولة صبحي بركات، كما تبدى بعد الاجتماع الأول بين الرجلين في بيروت، وخلال اشتداد الثورة السورية الكبرى وبعيد قصف دمشق بالمدفعيّة والطائرات الفرنسيّة. وعلى إثر اللقاء الأول استقال بركات ولم يبد جوفنيل أي تردد في قبول استقالته، وعيّن الجنرال أندريا حاكمًا عسكريًا على منطقتي دمشق وجبل الدروز حيث كانت الثورة مشتعلة. ويقول يوسف الحكيم، أن جميع الأطياف السياسية في سوريا، من وطنيين ومعتدلين قد سروا باستقالة بركات، بسبب قسوته في العمل السياسي. وقد عرض الجنرال أندريا على عطا الأيوبي تشكيل الحكومة لكنه اعتذر عن الرئاسة والتشكيل لحراجة الموقف في البلاد، وشاعت أنباء عن تكليف الشيخ تاج الدين الحسني مهام الرئاسة بدءًا من 2 يناير 1926 لكن الأمر قد طال مع استمرار وزراء حكومة بركات في تصريف الأعمال حتى عُيّن في 9 فبراير الجنرال فرانسوا بيير أليب مندوبًا فرنسيًا في دولة سوريا ودولة جبل الدروز.
أنفق أليب أغلب وقته في ملاحقة الثوار في غوطة دمشق وحمص والسويداء على وجه الخصوص، وفي أواخر أبريل قرر الفرنسيون تعيين رئيس جديد للدولة بشكل جدي، وبدأ دي جوفنيل استشارة مجموعة من الآراء لشخصيات سوريّة وفرنسيّة حول صلاحية أحمد نامي للمنصب، واستقرّ الرأي على ذلك في 30 أبريل 1926، حينها كان نامي في بيروت فاستدعي إلى دمشق، ومنها أعلن عن تشكيل الحكومة في 2 مايو 1926، وله من العمر ثمانية وأربعين من العمر، ويقول يوسف الحكيم أن البلاد السورية بجميع مناطقها استقبلت هذا النبأ «بالسرور والانشراح وعظيم الآمال بالمستقبل، لما يتمتع به الداماد من شهرة وماضي خالي من كل شائبة».

### الحكومة الأولى

#### المنجزات الإدارية
تشكلت الحكومة الأولى من ستة وزراء، رأسها رئيس الدولة كسائر حكومات الدولة السوريّة، وقد اتفق أحمد نامي مع دي جوفنيل، على أن تشكل الحكومة مناصفة بين المعتدلين والوطنيين ضمن إطار التعاون بين جميع مكونات الشعب لإخماد الثورة السورية الكبرى، وقد شارك في استشارات تشكيل الحكومة، جميع الأطراف وكان من الزعماء الوطنيين الذين ساهموا في تشكيل هذه الحكومة سعد الله الجابري وحسني البرازي ومن المعتدلين شاكر الشعباني. يعتبر هذا التأليف نجاحًا منقطع النظير، إذ تمكن نامي من ضم حكومة تحوي ثلاثة وزراء مؤيدين لحزب عبد الرحمن الشهبندر وبالتالي تأييد القوة الشعبية الأكبر في البلاد، «لأنّ أي حكومة لا بدّ أن تنال دعم حزب الشعب، وإلا لن تنال دعم الشعب أيًا كان برنامجها».

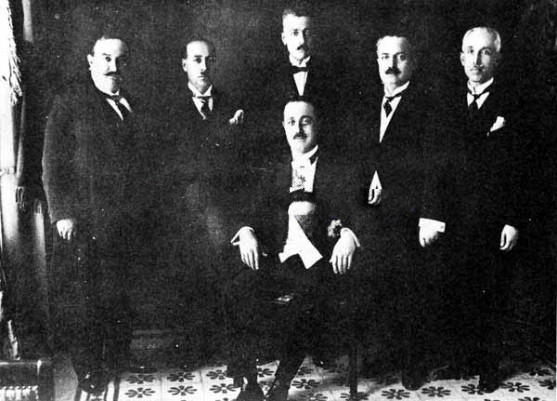
رئيس الدولة أحمد نامي، متوسطًا أعضاء حكومته.

خلال أول اجتماع للحكومة، أقرّ المجلس برئاسة نامي، برنامجًا من عشر نقاط قال أن حكومته ستسعى لتحقيقه، وشمل البرنامج الذي اتفق عليه مع دي جوفنيل، الدعوة لانتخابات جمعية تأسيسية لوضع دستور للبلاد، وتحويل الانتداب إلى معاهدة بين سوريا وفرنسا مدتها ثلاثين عامًا كما هو الحال بين بريطانيا والعراق، وتحقيق وحدة البلاد السوريّة، إلى جانب تأليف جيش وطني وضم سوريا لمنظمة عصبة الأمم وإعطائها حق التمثيل السياسي الخارجي، فضلاً إن إصلاح النظام النقدي وتوحيد النظام القضائي، بما فيه إيلاء المحاكم الاستثنائية والمختلطة، وإصدار عفو عام عن الثوار والتعويض عن منكوبي الثورة. وقد توّجه في أعقاب الاجتماع الأول، رئيس الدولة بخطاب إلى الشعب عبر إذاعة دمشق أعلن فيه هذه النقاط العشرة. وكذلك، انتهج نامي سياسة التقرب من الوطنيين، وقام بإقالة مدير الأمن العام الفرنسي الجنرال بيجان، نظرًا لتورطه في تعذيب وقتل عشرات السوريين خلال قمع الثورة السورية، وقد وافق الجنرال جوفنيل على ذلك، إلا أن بيجان لم يحاكم بل نقل إلى أفريقيا؛ كذلك فقد أصدر أحمد نامي أمرًا بإخلاء سبيل كل من كان معتقلاً دون مذكرة رسمية تصدر من القضاء السوري، وكان لهذه التدابير أثر في تنامي شعبية الرئيس وثقة الشعب به. أراد نامي أيضًا أن يصدر عفوًا عامًا لكن المفوض الفرنسي رفض، وقال إن السلطة الفرنسية لا تقبل عفوًا عامًا صدر تحت «ضغط ثوري»، إلا أن نامي، وتحقيقًا لما وعد الشعب به، أصدر قرارًا بإلغاء المحاكم الاستثنائية التي شكلت خلال الثورة على أن تنظر المحاكم العادية بالقضايا المعروضة أمامها.

#### الزيارات الداخلية
إلى جانب الزيارات الدائمة والمتكررة إلى بيروت بحكم كونها مقر المفوضية العليا لفرنسا في الشرق، وبناءً على اتفاق مسبق مع د، جوفنيل، بدأ نامي في 1 أغسطس/آب 1926 جولة على الداخل السوري، هي الأولى لحاكم سوري على البلاد من قرون باستثناء زيارة فيصل الأول القصيرة لحلب وحمص في حزيران/يونيو 1919. توجه الرئيس إلى بيروت حيث التقى د، جوفنيل، ومنها انتقل بحرًا إلى إسكندرونة، وبحسب يوسف الحكيم الذي كان وزيرًا للعدل حينها ومرافقًا لنامي في جولته فإن «الاحتفالات التي أقيمت في كل من اسكندرونة وأنطاكية على شرف رئيس الدولة بلغت حد الروعة»، وقد شارك فيها على قدم سواء العرب والأتراك والأرمن والأكراد وهم مكونات اللواء الأربعة، وكانوا يجتمعون على الطرقات التي يمرّ بها الموكب هاتفين بحياة رئيس الدولة.
مكث الرئيس في اسكندرونة يومين، وألقى فيها خطابًا أكد خلاله على وحدة البلاد السورية ورغبته بوضع دستور جديد للبلاد على قاعدة اللامركزية الواسعة ومنح جميع المكونات كامل حقوقها، وأكد أن فرنسا لا تريد مصادرة حرية الشعوب بل بالأحرى مساعدتها، ومنها انتقل إلى أنطاكية حيث مكث يومين أيضًا، ومنها اتجه نحو حلب حيث «فاقت الاحتفالات ما لاقاه في اسكندرونة»، وفيها ركب الرئيس نامي سيارة مفتوحة وبقربه المفوّض الفرنسي السامي في حلب، وحيّا الجماهير المحتشدة في شوارع المدينة، وقد حلّ الرئيس في فندق بارون واستمرت زيارته أسبوعًا كاملاً، توجه بعدها إلى حماة وحمص، قبل أن يعود إلى دمشق.
عمومًا لم تكن الثورة قد خمدت تمامًا بعد، فبعيد عودة نامي إلى دمشق من حمص، اغتيل محافظها فوزي الملكي لوقوفه إلى جانب الانتداب، واتهم نامي بالمثل أيضًا، وبنتيجة التحقيق اكتشف أن من اغتال المحافظ كان من ثوار غوطة حمص ويدعى خيرو أبو شهلا. حكم على أبي شهلا بالإعدام كما فرضت دية قدرها ثلاثة آلاف ليرة ذهبية عثمانية على أهل حمص، تدفع لورثة المحافظ.

#### استعادة إسكندرونة ومحاولة استعادة اللاذقية
بعد زيارة رئيس الدولة الناجحة للشمال السوري، وعرض موضوع الزيارة في مجلس الوزراء، قرر المجلس تكليف وزير العدل يوسف الحكيم ووزير المالية شاكر الشعباني بمهمة التوجه إلى إسكندرونة للتباحث حول موضوع إعادة ربط اللواء بسوريا وكان حينها دولة مستقلة تحكم مباشرة من قبل حاكم عسكري فرنسي، وكان النامي قد أخذ موافقة مسبقة من دو جوفنيل في مسعاه. سافر الوفد الرئاسي إلى حلب ومنها إلى اسكندرونة حيث جرى التباحث بعدة مواضيع، منها الحفاظ على الاستقلال المالي والإداري وفق قاعدة اللامركزية الإدارية إلى جانب منح كامل حقوق مختلف مكونات اللواء من عرب وأتراك وأرمن وأكراد، كما تمت الموافقة على الحفاظ على اسكندرونة عاصمة للواء، رغم مطالبات الأهالي بإعادة المركز إلى أنطاكية العاصمة التاريخية، نظرًا لأهمية موقع اسكندرونة. استقبل العرب والأرمن بمزيد من السرور، نبأ استرجاع اللواء الذي كان تاريخيًا من ملحقات ولاية حلب ولم يعترض سوى بعض الأتراك رغم كونهم أقلية داخل اللواء نفسه، وفي اليوم الثاني اجتمع المجلس التمثيلي لدولة اسكندرونة، وهو برلمان الدولة وأقر رسميًا الانضمام للدولة السوريّة، كما أقره في الحفل نفسه إبراهيم الأدهم محافظ اللواء ورئيس بلدية اسكندرونة الجنرال فيليبي وبذلك عاد لواء اسكندرون جزءًا من الدولة السورية. إلا أن فرنسا عادت ففصلت اللواء عام 1932 معيدة إياه دولة مستقلة، ثم وافقت على ضمه إلى تركيا رغم كون أكثرية سكانه من العرب عام 1939 كجائزة ترضية لتحييد تركيا في الحرب العالمية الثانية، وبالتالي فقدت سوريا، أحد أهم إنجازات عهد أحمد نامي.
في الفترة ذاتها التي تمت بها استعادة إسكندرونة، وخلال زيارته إلى بيروت عرض الرئيس مشروع إعادة دولة جبل العلويين إلى سوريا أيضًا، لقاء الحفاظ على الاستقلال الإداري والمالي للبلاد، وحصول العلويين على كامل حقوقهم، نظرًا لأنهم كانوا محرومين من أغلب تلك الحقوق خلال العهد العثماني. وقد حضر الاجتماع وزير العدل يوسف الحكيم ووزير الداخلية حسني البرازي كما حضره الكولونيل جورج كاترو مدير المصلحة السياسية في المفوضية الفرنسية العليا والجنرال شلفر حاكم دولة الجبل العسكري. تحجج شلفر بثورة الشيخ صالح العلي في جبال اللاذقية وقال إن أي انضمام يجب أن يتم بعد تمام تخلص فرنسا من الثورة، ويقول وزير الداخلية حسني البرازي أن سبب معارضة شلفر رغم موافقة دي جوفنيل المبدئية وكذلك وقوف أغلب سكان الدولة إلى جانب الوحدة هو عدم رغبته بتقليص مهامه من حاكم عسكري إلى مندوب.

### الحكومة الثانية

#### اعتقال الوزراء الوطنيين

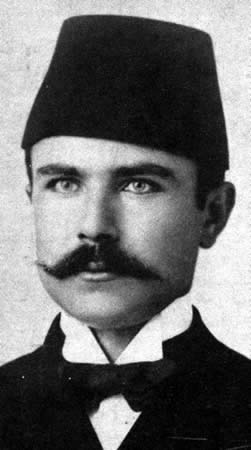
فارس الخوري أحد الوزراء الثلاثة الذين اعتقلتهم فرنسا ونفتهم إلى الحسكة ثم إلى لبنان.

بعد أقل من شهر على تشكيل الحكومة، وقبيل عودة الوفد من إسكندرونة كانت السلطة العسكرية الفرنسية قد اعتقلت ثلاثة وزراء في الحكومة محسوبين على الخط الوطني وهم حسني البرازي وزير الداخلية وفارس الخوري وزير المعارف ولطفي الحفار وزير الأشغال العامة، ولم تبرر السلطة الفرنسية سبب الاعتقال كما لم يصدر أي بيان عن دار الرئاسة ما أدى إلى استياء شعبي كبير خاصة في حماه وحمص.
أبلغ الرئيس نامي الجنرال فرانسوا بيير أليب الحاكم العسكري في سوريا نيته الاستقالة ما لم يتم إطلاق سراح الوزراء، فبرر القرار بكون البلاد تحت الأحكام العرفية نتيجة الثورة السورية الكبرى، ثم قبل نفي الوزراء إلى الحسكة شمالي سوريا؛ في اليوم التالي نشرت الصحف بيانًا لرئيس الدولة أوضح فيه التطورات وقال أن نفي الوزراء جاء بعد دعمهم للثوار وحضهم على متابعة «الأعمال العدائية ضد فرنسا» ومدهم بالمال والسلاح، بغضون ذلك ساءت العلاقات جدًا بين الرئيس والجنرال أليب الذي بعث بمراسيم تشكيل حكومة ثانية برئاسة نامي لإمضائها، فقبل الرئيس تحت الضغط، وبالتالي تشكلت الحكومة الثانية «من الوجوه المعتدلة بالكامل».

#### تبعات الاعتقال
أراد الرئيس تلطيف الأجواء بإصدار عفو عام، لكن دي جوفنيل قال أن العفو لن يصدر ما لم يقم الثوار بوقف الأعمال العدائية، ولهذه المناسبة وجه الرئيس نامي خطابًا للشعب دعا فيه الثوار لوقف الأعمال العدائية ضد فرنسا خلال أربعة أيام لإصدار عفو يمهد لرفع حالة الطوارئ وإعلان الوحدة السورية والاستقلال كما هو متفق عليه مع المفوض السامي غير أن دعوته لم تلق آذانًا صاغية. سعى الرئيس أيضًا لتلطيف النفي على الوزراء، وتوسط لدى الفرنسيين لنقلهم من الحسكة إلى جبل لبنان وهو ما تم العمل به؛ جرى ذلك خلال زيارة ثانية قام بها الرئيس إلى كل من حلب وأنطاكية للتأكيد على وحدة البلاد.

#### الانقسام الحكومي
يروي يوسف الحكيم أنه بينما كان الرئيس في حلب كان وزير الداخلية وائق العظم يتآمر مع الفرنسيين للإطاحة بالرئيس لقاء تعيين العظم نفسه رئيسًا للدولة. كان العظم يسعى للتعاون مع بيير أليب لجمع تواقيع من وجهاء وكبار موظفي دمشق تدعو إلى إقالة نامي وتطالب بالعظم رئيسًا، تمهيدًا لرفعها إلى المفوضية الفرنسية العليا في بيروت، وقد استند الوزير العظم في دعواه إلى كون نامي «شركسي العرق بينما أغلب السوريون عرب، ومن مواليد بيروت أي أنه لبناني الوطن لا سوريه». غير أن الدعوة لم تلق دعم كبار موظفي الدولة ولم يتحمس لها الفرنسيون كما لم يعلم بها الرئيس حينها. إلا أن علاقته مع الجنرال أليب نتيجة تدخله بشؤون الإدارة الداخلية في البلاد، بلغت حدًا دفعته لمغادرة حلب نحو بيروت عن طريق حمص للقاء الجنرال كاترو نظرًا لكون دي جوفنيل في فرنسا، وقد خيّر نامي الفرنسييين بين نقل أليب أو استقالته هو، وفي غضون ذلك اتفق العظم مع ثلاثة وزراء آخرين - أي أربعة وزراء من أصل ستة - على مقاطعة الرئيس. غير أن اثنين من الوزراء قد عادا عن الخطة، وقد لبثت العلاقات بين القصر ووزارة الداخلية معلقة، وهذا الانقسام الحكومي أدى إلى تفجير الحكومة من الداخل بعد أربعة أشهر فقط من تشكيلها؛ فبعد استقالة دي جوفنيل وتعيين هنري بونسو مفوضًا فرنسيًا ساميًا جديدًا، طلب بونسو من الرئيس في 12 أكتوبر 1926 تشكيل حكومته الثالثة مطلقًا يده في تشكيلها.

### الحكومة الثالثة

#### تشكيل الحكومة
بعد عودة الرئيس من بيروت شرع في استشارة الأطراف السياسية لتشكيل حكومته الثالثة، ولهذه المناسبة قرر نامي الفصل بين مهام رئيس الدولة ورئيس الوزراء، بحيث يعهد لإحدى الشخصيات رئاسة الوزارة مع احتفاظه برئاسة الدولة لتخفيف الضغط عليه. استدعى نامي وزير العدل يوسف الحكيم وكلفه تشكيل الحكومة وهو مسيحي ومن اللاذقية، غير أن الحكيم اعتذر عن قبول التكليف لأسباب شخصية وعائلية، واقترح على الرئيس أن يكلف عطا الأيوبي رئاسة الوزارة، إلا أن الأيوبي اعتذر مبينًا تدهور حالته الصحية، وأخيرًا كلّف هاشم الأتاسي، رئيس الكتلة الوطنية غير أنه اعتذر مبينًا أن قبوله المنصب سيؤدي إلى انشقاقات في صفوف الكتلة. وبنتيجة ذلك قرر الرئيس أن يرأس الحكومة نفسه، وقد خلت التشكيلة من أي وجوه الانقسام في الحكومة السابقة ولم يحتفظ سوى الوزيرين الحكيم والحنبلي بحقائبهما من الحكومة السابعة. وقد صدرت مراسيم تشكيل الحكومة من قصر الداماد الخاص في بيروت بعد تباحثه مع هنري بونسو في مقر قيادة المفوضية العليا في الشرق.

#### تسويف فرنسا
أراد الرئيس تسريع العمل في إجراء انتخابات لجمعية تأسيسية لوضع دستور للبلاد، غير أن بونسو رفض خوفًا من فوز الكتلة الوطنية في الانتخابات، وطلب مهلة ثلاثة أشهر للتباحث في الموضوع ثم لم تثر هذه القضية مجددًا، غير أن الرئيس نهج في إقناع بونسو إنهاء مهمة فرانسوا أليب في سوريا والذي استدعي إلى فرنسا بعيد تشكيل الحكومة الثالثة. أراد الرئيس أيضًا إعادة إثارة موضوع ضم اللاذقية لكنه فشل، وطال عهد الحكومة الثالثة لما يفوق العام، وأغلب الملفات الكبرى مجمدة لذلك لجأ الرئيس إلى التلويح للاستقالة بدءًا من يناير 1928، حين طلب صراحة الدعوة لانتخابات جمعية تأسيسية وإصدار عفو عام وفقًا للاتفاق مع دي جوفنيل عام 1926. إبان ذلك كثر الحديث في الأوساط السياسية عن تنامي دور الشيخ تاج الدين الحسني في السياسة والسعي لتكليفه رئاسة الوزراء على أقل تقدير، نظرًا لعلاقته الجيدة مع رجال الكتلة من ناحية والسلطة الفرنسية من ناحية ثانية، وقد عرف عنه صداقته مع الجنرال كوليه مدير المخابرات الفرنسية في دمشق.

#### استقالة الرئيس
ربما فإن فرنسا كانت تدرك تنامي معارضة الداخل السوري لأحمد نامي، لذلك لم تنفذ مطالبه بالانتخابات العامة، فإلى جانب المعارضة التي رأسها الشيخ التاج والمعارضة الدائمة من قبل آل العظم منذ تشكيل الحكومة الثالثة، كان إبراهيم هنانو وهاشم الأتاسي قد استدعيا إلى بيروت للتشاور حول حلول «مرضية لآمال الأمة السورية» في مطلع فبراير 1928. ما فسّر على أنه تعاون وثيق مع معارض الرئيس وقرب سقوطه.
في 2 فبراير اجتمعت الحكومة في دمشق من دون رئيسها، الذي كان في بيروت بعد وفاة والدته، وقررت استقالة جماعية لجميع الوزراء ردًا على مماطلة فرنسا ودعمها معارضي الرئيس من جهة ثانية، غير أنه بناءً على طلب الرئيس لم ينشر القرار، بينما علمت الصحافة أن حقي العظم وبديع مؤيد العظم قد استدعيا بدورهما إلى بيروت وكلاهما من كبار معارضي الرئيس. في 10 فبراير أعلن فشل المفاوضات بين فرنسا وهنانو والأتاسي ممثلي الكتلة الوطنية، لرفض بونسو الدعوة لانتخابات جمعية تأسيسية ومن ثم المضي قدمًا في توحيد سوريا، وردًا على ذلك شهدت دمشق وحلب مظاهرات حاشدة منددة بالانتداب، قام الرئيس على إثرها بإضافة استقالته إلى استقالة الوزراء ورفعها إلى المفوضية العليا، التي قبلتها وكلفت الشيخ تاج الدين الحسني مهام الرئاسة في 14 فبراير 1928.

## بعد الرئاسة
بين عامي 1926 وحتى سن دستور وانتخاب رئيس عام 1932 كان الحديث يدور في سوريا حول إمكانية إعلان النظام الملكي الدستوري وقد تعدد المرشحون بين عودة فيصل الأول ملك العراق جامعًا بين التاجين، أو تكليف خديوي مصر المخلوع عباس حلمي الثاني شؤون التاج، أو الشريف علي حيدر من سلالة الشريف حسين أو أحد أقارب ملك الأردن عبد الله الأول، وكذلك فقد كان شكري القوتلي يميل لإسناد التاج المقترح إنشاءه إلى أحد أبناء عبد العزيز بن عبد الرحمن آل سعود، وقد تم تداول اسم الداماد كأحد الأسماء المحتملة حسب السياسيين والصحفيين السوريين، وقد كشف يوسف الحكيم في مذكراته عن تلك الحقبة أن المفوّض الفرنسي هنري بونسو وعشية قبول الاستقالة صرّح لنامي بأنه يود تتويجه ملكًا على سوريا، وقال أن المفوض طلب من نامي البقاء على الحياد، لكي يكسب ثقة جميع الأطراف المتصارعة في الحياة السياسية.
في ديسمبر 1931 نال عضوية المجلس الاستشاري السوري بوصفه رئيسًا سابقًا للدولة، إلا أن المجلس حلّ بعد جلسته الأولى. وعندما نظمت انتخابات نيابية عام 1932 رفض أحمد نامي ترشيح نفسه رغم الضغوط التي مورست عليه، وفضل الابتعاد عن الانقسام الحاصل بين «المعتدلين» و«الوطنيين» خلال تلك الفترة، ودعم محمد علي العابد الذي سيغدو رئيس الجمهورية.
خلال الحرب العالمية الثانية وبعد تحرر سوريا من حكومة فيشي استدعى الجنرال دانتز الرئيس نامي وكلفه رئاسة الدولة السورية في يناير 1941، فقبل نامي المنصب، غير أنه وخلال إعلام سياسي دمشق القرار ترأس خالد العظم - الطامح للمنصب - معارضة قوية للقرار بحجة أن الدماد قضى أغلب وقته في بيروت منذ استقالته عام 1928، ودعم العظم عدد من رجال الكتلة الوطنية، ولم تكن فرنسا الحرة حينها في وارد إفساد العلاقة مع الكتلة الوطنية خلال الحرب، فاعتذرت عن تكليف الداماد وعيّنت خالد الظعم في المنصب يوم 3 أبريل 1941، كما نقل يوسف الحكيم. وبذلك فإن الرئيس نامي منذ استقالته وحتى وفاته عام 1963 لم يمارس فعليًا أي نشاط سياسي في سوريا، وعندما توفي دفن في مقبرة العائلة في بيروت، علمًا أنه الوحيد من العرق الشركسي الذي حكم سوريا.